# Забрега (Параћин)
Забрега је насеље у Србији у општини Параћин у Поморавском округу. Према попису из 2022. било је 778 становникa. Кроз село протиче Црница, која после њега прави клисуру, на чијем почетку се налазе остаци манастира светог Јована Главосека, изнад којих се налазе рушевине средњовековне тврђаве Петрус. Поред њих, у близини се налазе и остаци још два манастира из истог доба: Намасије и Марије Петрушке. Овде се налазе Запис Стајића орах (Забрега), Запис орах код црквице (Забрега), Запис Милетића орах (Забрега), Запис орах на Лозовачкој падини (Забрега), Запис Трифуновића орах (Забрега), Запис Томића орах (Забрега) и Запис орах на Шумици (Забрега).

## Демографија
У насељу Забрега живи 930 пунолетних становника, а просечна старост становништва износи 40,0 година (38,4 код мушкараца и 41,5 код жена). У насељу има 315 домаћинстава, а просечан број чланова по домаћинству је 3,84.
Ово насеље је великим делом насељено Србима (према попису из 2002. године), а у последња три пописа, примећен је пораст у броју становника.
|  |

| Демографија | Демографија | Демографија |
| Година      | Становника  | Становника  |
| ----------- | ----------- | ----------- |
| 1948.       | 1.001       |             |
| 1953.       | 1.042       |             |
| 1961.       | 1.044       |             |
| 1971.       | 985         |             |
| 1981.       | 907         |             |
| 1991.       | 850         | 830         |
| 2002.       | 1.211       | 1.262       |

| Етнички састав према попису из 2002.‍ | Етнички састав према попису из 2002.‍ | Етнички састав према попису из 2002.‍ | Етнички састав према попису из 2002.‍ | Етнички састав према попису из 2002.‍ |
| ------------------------------------ | ------------------------------------ | ------------------------------------ | ------------------------------------ | ------------------------------------ |
|                                      |                                      |                                      |                                      |                                      |
| Срби                                 | Срби                                 |                                      | 1.158                                | 95,62%                               |
| Роми                                 | Роми                                 |                                      | 9                                    | 0,74%                                |
| Македонци                            | Македонци                            |                                      | 4                                    | 0,33%                                |
| Хрвати                               | Хрвати                               |                                      | 1                                    | 0,08%                                |
| Румуни                               | Румуни                               |                                      | 1                                    | 0,08%                                |
| Мађари                               | Мађари                               |                                      | 1                                    | 0,08%                                |
| непознато                            | непознато                            |                                      | 36                                   | 2,97%                                |

| Година пописа     | 1948. | 1953. | 1961. | 1971. | 1981. | 1991. | 2002. |
| ----------------- | ----- | ----- | ----- | ----- | ----- | ----- | ----- |
| Број домаћинстава | 192   | 197   | 204   | 205   | 202   | 197   | 315   |

| Број чланова      | 1  | 2  | 3  | 4  | 5  | 6  | 7  | 8 | 9 | 10 и више | Просек |
| ----------------- | -- | -- | -- | -- | -- | -- | -- | - | - | --------- | ------ |
| Број домаћинстава | 37 | 59 | 49 | 56 | 41 | 47 | 14 | 9 | 2 | 1         | 3,84   |

| Пол    | Укупно | Неожењен/Неудата | Ожењен/Удата | Удовац/Удовица | Разведен/Разведена | Непознато |
| ------ | ------ | ---------------- | ------------ | -------------- | ------------------ | --------- |
| Мушки  | 493    | 124              | 330          | 27             | 11                 | 1         |
| Женски | 494    | 68               | 322          | 88             | 14                 | 2         |
| УКУПНО | 987    | 192              | 652          | 115            | 25                 | 3         |

| Пол    | Укупно                    | Пољопривреда, лов и шумарство | Рибарство                            | Вађење руде и камена | Прерађивачка индустрија       |
| ------ | ------------------------- | ----------------------------- | ------------------------------------ | -------------------- | ----------------------------- |
| Мушки  | 272                       | 8                             | 1                                    | 7                    | 208                           |
| Женски | 92                        | 6                             | 0                                    | 0                    | 59                            |
| УКУПНО | 364                       | 14                            | 1                                    | 7                    | 267                           |
| Пол    | Производња и снабдевање   | Грађевинарство                | Трговина                             | Хотели и ресторани   | Саобраћај, складиштење и везе |
| Мушки  | 0                         | 5                             | 23                                   | 1                    | 7                             |
| Женски | 0                         | 0                             | 12                                   | 2                    | 0                             |
| УКУПНО | 0                         | 5                             | 35                                   | 3                    | 7                             |
| Пол    | Финансијско посредовање   | Некретнине                    | Државна управа и одбрана             | Образовање           | Здравствени и социјални рад   |
| Мушки  | 0                         | 0                             | 1                                    | 5                    | 2                             |
| Женски | 0                         | 0                             | 3                                    | 3                    | 6                             |
| УКУПНО | 0                         | 0                             | 4                                    | 8                    | 8                             |
| Пол    | Остале услужне активности | Приватна домаћинства          | Екстериторијалне организације и тела | Непознато            | Непознато                     |
| Мушки  | 0                         | 0                             | 0                                    | 4                    | 4                             |
| Женски | 1                         | 0                             | 0                                    | 0                    | 0                             |
| УКУПНО | 1                         | 0                             | 0                                    | 4                    | 4                             |

## Галерија
- Поглед на Забрегу са Петруса
- Инфо табла
- Црква Свете Петке
- Манастир Намасија
- Манастир Светог Јована Главосека